# Challenge des champions 1972
La Supercoppa di Francia 1972 (ufficialmente Challenge des champions 1972) è stata la sedicesima edizione della Supercoppa di Francia.
Si è svolta il 26 luglio 1972 allo Stade de Bon Rencontre di Tolone tra l'Olympique Marsiglia, vincitore della Division 1 1971-1972 e della Coppa di Francia 1971-1972, e il Bastia, finalista della Coppa di Francia 1971-1972.
A conquistare il titolo è stato il Bastia che ha vinto per 5-2 con reti di Marc-Kanyan Case, François Félix, Claude Papi (su rigore) e Serge Lenoir (doppietta).

## Partecipanti
| Squadre             | Qualificazione                                                          | Partecipazioni precedenti (il grassetto indica la vittoria) |
| ------------------- | ----------------------------------------------------------------------- | ----------------------------------------------------------- |
| Olympique Marsiglia | Vincitore della Division 1 1971-1972 e della Coppa di Francia 1971-1972 | 2 (1969, 1971)                                              |
| Bastia              | Finalista della Coppa di Francia 1971-1972                              | Nessuna                                                     |

## Tabellino
| Arbitro: | Ulhen |

|                                                     |           |                                      |
| Kanyan 15’ Félix 24’ Papi 33’ (rig.) Lenoir 59’ 88’ | Marcatori | 31’ (rig.) Skoblar 81’ Franceschetti |

### Formazioni
| Bastia:        |                    |     |     |
|                |                    |     |     |
| P              | Ilija Pantelić     |     | 46’ |
| D              | Jean-Louis Hodoul  |     |     |
| D              | Jean-Louis Luccini |     |     |
| D              | Jean-Claude Tosi   |     |     |
| D              | Charles Orlanducci |     |     |
| C              | Vittorio Mosa      |     |     |
| C              | Georges Calmettes  | 80’ |     |
| C              | Claude Papi        |     |     |
| A              | Serge Lenoir       |     |     |
| A              | François Félix     |     |     |
| A              | Marc-Kanyan Case   |     |     |
| Sostituzioni:  |                    |     |     |
| P              | Guy Rossat         |     | 46’ |
| Allenatore:    |                    |     |     |
| Pierre Cahuzac |                    |     |     |

| Olympique Marsiglia: |                       |     |     |
|                      |                       |     |     |
| P                    | Georges Carnus        |     |     |
| D                    | Jean-Pierre Lopez     |     |     |
| D                    | Jules Zvunka          |     |     |
| D                    | Bernard Bosquier      |     | 73’ |
| D                    | Edouard Kula          |     |     |
| C                    | Jacques Novi          |     |     |
| C                    | Joseph Bonnel         |     |     |
| C                    | Gilbert Gress         |     |     |
| C                    | Georges Franceschetti |     |     |
| A                    | Jacques Bonnet        |     | 62’ |
| A                    | Josip Skoblar         | 80’ |     |
| Sostituzioni:        |                       |     |     |
| D                    | Antal Nagy            |     | 62’ |
| D                    | Rolland Courbis       |     | 73’ |
| Allenatore:          |                       |     |     |
| Kurt Linder          |                       |     |     |